# Vals-les-Bains (tổng)
Tổng Vals-les-Bains là một tổng của Pháp nằm ở tỉnh Ardèche trong vùng Rhône-Alpes.
Tổng này được tổ chức xung quanh Vals-les-Bains ở quận Privas. Độ cao biến thiên từ 177 m (Saint-Privat) đến 1 019 m (Saint-Étienne-de-Boulogne) với độ cao trung bình là 343 m.

## Hành chính
{{Tab conseiller général|1994-2001|Jean-Claude Flory|[[Liên minh vì nền dân chủ Pháp|UDF|Thị trưởng Vals-les-Bains, conseiller régional}}
| Giai đoạn | Ủy viên         | Đảng | Tư cách         |
| --------- | --------------- | ---- | --------------- |
| 2001-2008 | Bernard Perrier | DVD  | Thị trưởng Ucel |
| 2008-2014 | Bernard Perrier | DVD  | Thị trưởng Ucel |

## Các đơn vị hành chính
Tổng Vals-les-Bains bao gồm 8 xã với dân số 10 469 người (điều tra năm 1999, dân số không tính trùng).
| Xã                        | Dân số | Mã bưu chính | Mã insee |
| ------------------------- | ------ | ------------ | -------- |
| Labégude                  | 1 342  | 07200        | 07116    |
| Saint-Étienne-de-Boulogne | 297    | 07200        | 07230    |
| Saint-Julien-du-Serre     | 711    | 07200        | 07254    |
| Saint-Michel-de-Boulogne  | 130    | 07200        | 07277    |
| Saint-Privat              | 1 427  | 07200        | 07289    |
| Ucel                      | 1 750  | 07200        | 07325    |
| Vals-les-Bains            | 3 536  | 07600        | 07331    |
| Vesseaux                  | 1 276  | 07200        | 07339    |

## Thông tin nhân khẩu
| 1962                                                     | 1968  | 1975  | 1982   | 1990   | 1999   |
| -------------------------------------------------------- | ----- | ----- | ------ | ------ | ------ |
| 8 679                                                    | 9 445 | 9 731 | 10 118 | 10 188 | 10 469 |
| Nombre retenu à partir de 1962 : dân số không tính trùng |       |       |        |        |        |